# Tsooru oja
Tsooru oja är ett vattendrag i landskapet Võrumaa i sydöstra Estland. Ån är ett högerbiflöde till Mustjõgi och ingår i Gaujas avrinningsområde. Den är 14 km lång. Ån rinner mestadels genom Antsla kommun, bland annat byn Tsooru, men har sin källa i Varstu kommun. 